# تمارا بوش
تمارا بوش (بالألمانية: Tamara Bösch)‏ مواليد 5 يونيو 1989 في النمسا، هي لاعبة كرة يد نمساوية. حصلت مع فريقها على كأس سويسرا سنة 2009 وسنة 2010.

## روابط خارجية
- تمارا بوش على موقع الاتحاد الأوروبي لكرة اليد (الإنجليزية)